# Theoxena av Egypten
Theoxena den yngre var en prinsessa av Syrakusa. 
Hon var dotter till Agathokles och Theoxena av Syrakusa och systerdotter till Ptolemaios II Filadelfos av Egypten (Ptolemeiska riket). Efter sin fars död 289 f.Kr levde hon med sin mor och sina syskon hos sin morbror Ptolemaios II i Egypten. Det är känt att hon gifte sig, men inte med vem. Vid en okänd tidpunkt förvisades Theoxena till södra Egypten, möjligen Koptos, sedan hon förtalat oskyldiga personer inför sin morbror. Det är möjligt att detta hade samband med förvisningen av morbroderns första maka Arsinoe I, som förvisades till Koptos anklagad för att ha deltagit i en sammansvärjning, troligen omkring 274 f.Kr.